# Villa Verde
Villa Verde (Bàini in sardo) è un comune italiano di 254 abitanti della provincia di Oristano in Sardegna. Villa Verde assume questa denominazione dal 1954, ma fu denominato prima Bànnari poi dal 1868 Bànnari d'Usellus (già Comune autonomo dal 1861 al 1927, poi venne aggregato ad Usellus). È situato nell'area geografica denominata Alta Marmilla, sul versante nord orientale del massiccio vulcanico del Monte Arci.

## Geografia fisica

### Territorio
Il centro abitato si trova a circa 200 m s.l.m.; il suo territorio occupa 17,34 km² del versante nord orientale del Monte Arci. Il territorio è prevalentemente collinare, caratterizzato da una zona alta di formazione vulcanica (con altitudine massima a 641 m s.l.m. a Punta Laccu sa Vitella), una parte bassa di formazione sedimentaria (con quota minima a 167 m s.l.m. nella valle del rio Croxiurussu) separate da un altipiano basaltico di alcune centinaia di ettari.
I corsi d'acqua sono a carattere torrentizio e a regime stagionale; i più significativi sono il rio Bau Majori ed il rio Bingia Cresia, che unendosi nei pressi del centro abitato formano il rio Croxiugrussu. Sono molto numerose le sorgenti; le più copiose sono quelle di Mitza Margiani, di Santu Mauru e di Gergui.
Le zone più alte sono coperte da boschi di lecci e sughere (Quercus suber), impianti di conifere e macchia mediterranea evoluta; le zone basse sono caratterizzate da pascoli e seminativo alberato.

## Storia

### Preistoria e storia antica e medievale

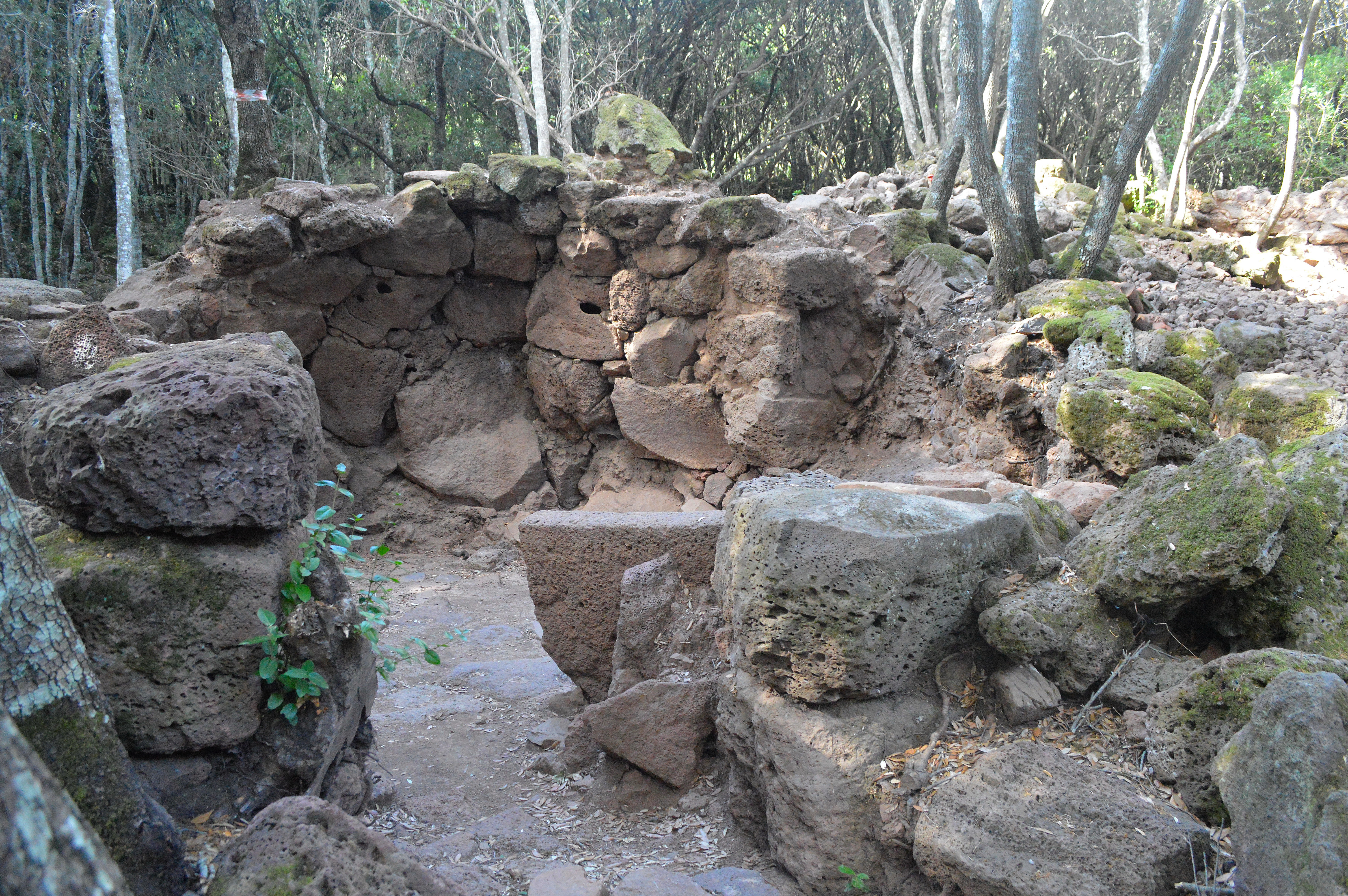
Ingresso capanna del villaggio nuragico

I primi segni di insediamento umano nel territorio di Villa Verde risalgono al neolitico con numerosi ritrovamenti di ossidiana lavorata, come nel resto del Monte Arci. Sono presenti i resti di una ventina di nuraghe alcuni dei quali di notevole importanza: le fortificazioni complesse ed i villaggi di Brunk'e s'Omu e Nurax'e Mau, e le torri di Gergui, di Is Cottillas e di Truttiris. Di età romana è un forno verticale per la cottura della ceramica e un tratto di strada all'interno del bosco di Mitza Margiani. In epoca medievale, col nome di Bànnari, faceva parte della curatoria di Parte Usellus del Giudicato di Arborea.
Alla caduta del giudicato (1410) entrò a far parte del Marchesato di Oristano, e alla definitiva sconfitta degli arborensi (1478) passò sotto il dominio aragonese e fu incorporato nell'Incontrada di Parte Montis, occupato dalle truppe del feudatario di Quirra Berengario Bertran Carroz, che sposando Eleonora Manriquez ne ottenne ufficialmente dal re il controllo fino all'estinzione dei Bertran Carroz nel 1511.

### Storia contemporanea
Nel 1603 il paese fu incorporato nel marchesato di Quirra, feudo prima dei Centelles fino al 1670, poi dei Català e infine (dal 1766) degli Osorio de la Cueva. Il paese fu riscattato agli ultimi feudatari nel 1839, con la soppressione del sistema feudale.
L'atto di costituzione del 18 marzo 1861 registra il comune di Bannari in provincia di Cagliari; sette anni dopo il comune cambia denominazione in Bannari di Usellus (R.D. n. 4703 del 29 ottobre 1868). Nel 1927 il comune è soppresso e il territorio aggregato a quello di Usellus assieme al territorio dei comuni di Albagiara ed Escovedu (R.D. n. 1652 del 19 agosto 1927); nel 1947 Bannari di Usellus ritrova la propria autonomia comunale (D.L.P. n. 90 del 21 gennaio 1947). Nel 1954 il comune cambia denominazione in Villa Verde (L.R. n. 4 del 2 aprile 1954). Dal 1974 fa parte della nuova provincia di Oristano (Legge n. 306 del 16 luglio 1974).

### Simboli
Lo stemma del Comune di Villa Verde è troncato semipartito: il primo, d'oro, calzato di verde, con tre punte di lance preistoriche di ossidiana, di nero, poste sull'oro, bene ordinate; il secondo, d'azzurro, con una poiana d'argento, posta in sbarra, con le ali aperte in banda, con la testa rivolta; il terzo, di rosso, alle sette spighe di grano d'oro, impugnate, legate di azzurro. Il Gonfalone è costituito da un drappo partito di bianco e di azzurro, riccamente ornato di ricami d'argento.
Le immagini raffigurate nello stemma simboleggiano la ricchezza culturale, naturalistica e agricola del territorio.

## Monumenti e luoghi d'interesse

### Siti archeologici

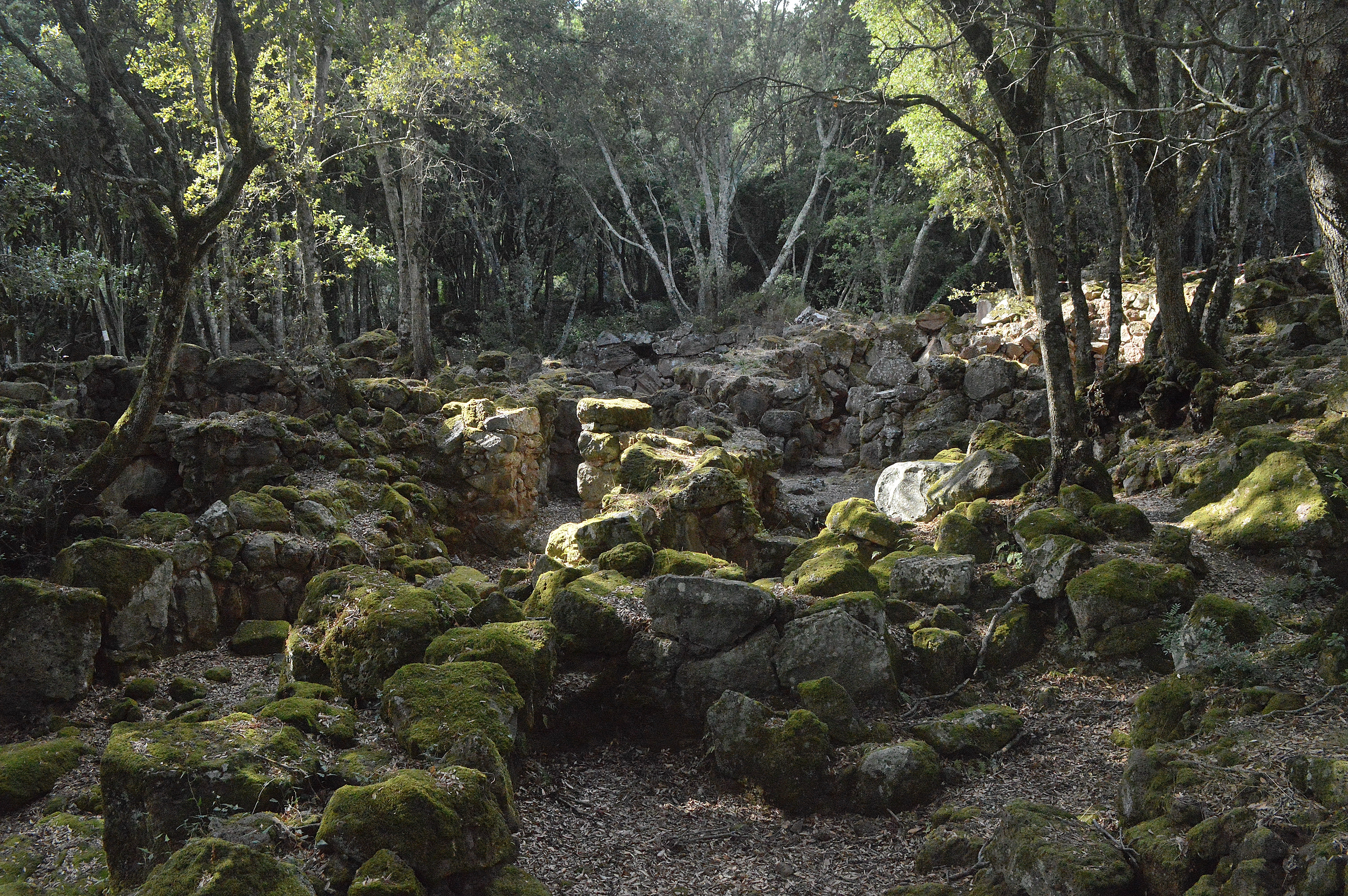
complesso nuragico di Brunku 'e S'Omu

Nel territorio di Villa Verde sono presenti i resti di numerosi nuraghi e altri siti archeologici di notevole importanza:
- Sorgente nuragica "Putzu'e padenti"
- Complesso nuragico di Brunk'e s'Omu, con i resti del nuraghe e del villaggio immersi nel bosco di Mitza Margiani.
- Nuraghe San Mauro con i resti del villaggio.
- Nuraghe Bruncu Puddas.
- Nuraghe Giualli.
- Nuraghe Monti Ala.
- Nuraghe Pirafetta
- Nuraghe Truttiris
- Resti di strada romana
- Fornace romana

## Società

### Evoluzione demografica
Abitanti censiti

### Lingue e dialetti
La variante del sardo parlata a Villa Verde è il campidanese occidentale.
| Periodo          | Periodo          | Primo cittadino | Partito                                | Carica  | Note   |
| ---------------- | ---------------- | --------------- | -------------------------------------- | ------- | ------ |
| 20 novembre 1994 | 29 novembre 1998 | Roberto Scema   | lista civica                           | Sindaco | [ 6 ]  |
| 29 novembre 1998 | 25 maggio 2003   | Adolfo Giglio   | lista civica                           | Sindaco | [ 7 ]  |
| 25 maggio 2003   | 15 giugno 2008   | Adolfo Giglio   | lista civica                           | Sindaco | [ 8 ]  |
| 15 giugno 2008   | 26 maggio 2013   | Roberto Scema   | lista civica "Villa Verde in Marmilla" | Sindaco | [ 9 ]  |
| 26 maggio 2013   | 10 giugno 2018   | Roberto Scema   | lista civica "Bannari Logo Comune"     | Sindaco | [ 10 ] |
| 10 giugno 2018   | 29 maggio 2023   | Sandro Marchi   | lista civica "Insieme per Baini"       | Sindaco | [ 11 ] |
| 29 maggio 2023   | in carica        | Sandro Marchi   | lista civica "Insieme per Baini 2023"  | Sindaco | [ 12 ] |